# Província Central (Zâmbia)
A província Central é uma da 10 províncias de Zâmbia. Sua capital é a cidade de Kabwe.

## Distritos[2]
| - Chibombo - Chisamba - Chitambo - Kabwe - Kapiri Mposhi - Luano - Mkushi - Mumbwa - Ngabwe - Serenje - Shibuyunji |